# Heuvelland
Heuvelland är en kommun i Belgien.   Den ligger i provinsen Västflandern och regionen Flandern, i den västra delen av landet, 110 km väster om huvudstaden Bryssel. Antalet invånare är 8 044.
Trakten runt Heuvelland består till största delen av jordbruksmark. Runt Heuvelland är det ganska tätbefolkat, med 248 invånare per kvadratkilometer.